# Cambs
Cambs es un municipio situado en el distrito de Ludwigslust-Parchim, en el estado federado de Mecklemburgo-Pomerania Occidental (Alemania), a una altitud de 32 metros. Su población a finales de 2016 era de 617 habs. y su densidad poblacional, 30 hab/km².

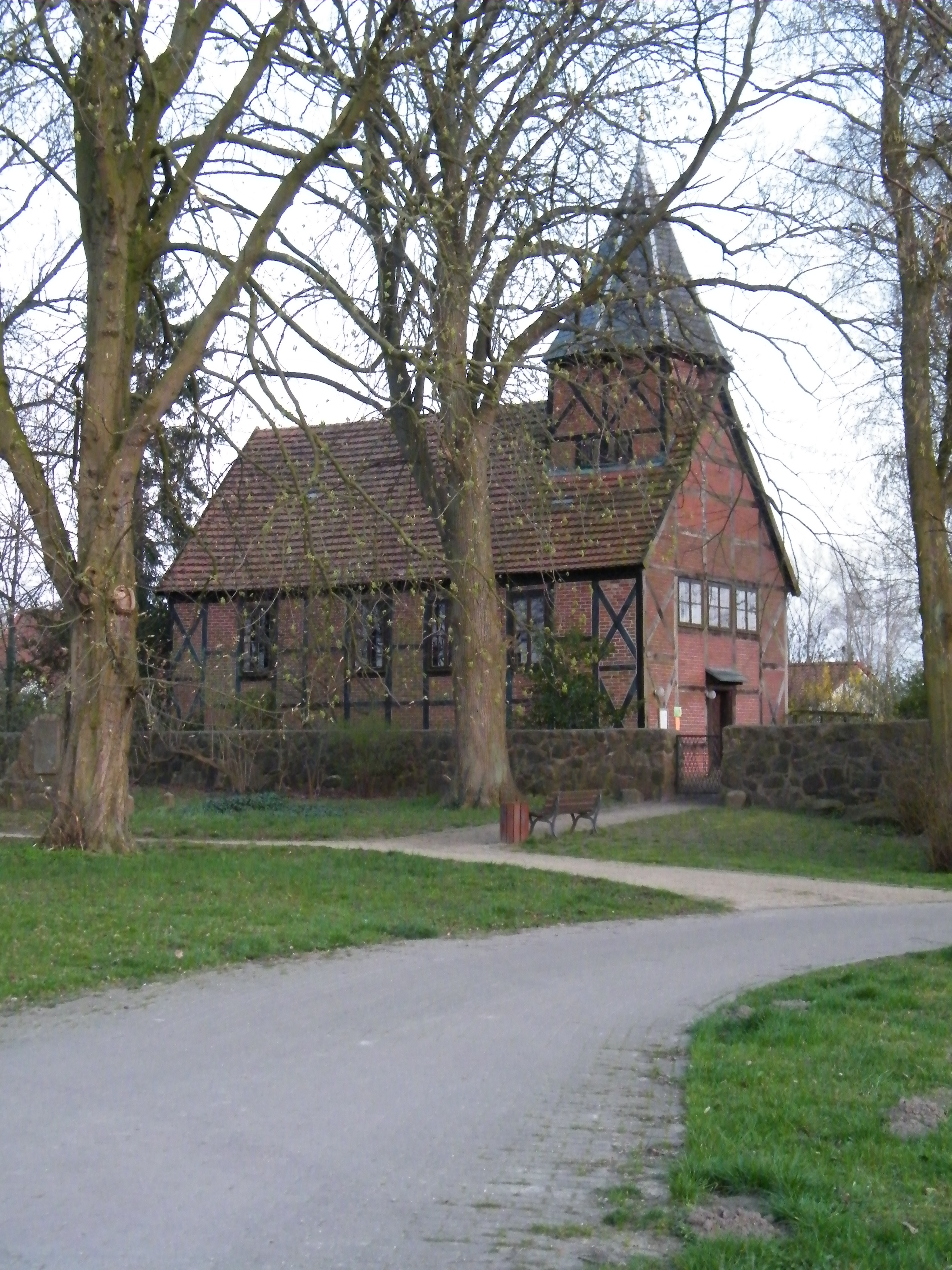
Iglesia de Cambs

## Historia
Cambs es mencionado por primera vez en unos documentos del año 1341.